# موریس کاون
موریس کاون (انگلیسی: Maurice Cowan؛ ‏ ۳۰ مارس ۱۸۹۱ – ۱۹۷۴) فیلم‌نامه‌نویس، و تهیه‌کننده فیلم بود.
از فیلم‌هایی که وی در آن‌ها نقش داشته‌است، می‌توان به مرد لحظه‌ها، یک حرکت صحیح، دردسر در فروشگاه و من در میدان گراسونور زندگی می‌کنم اشاره نمود.